# Кессель, Жозеф
Жозе́ф (Ио́сиф) Кессе́ль (фр. Joseph Kessel; 10 февраля 1898, Вилья-Клара, Энтре-Риос, Аргентина — 23 июля 1979, Париж) —  французский сценарист, журналист, писатель, член Французской академии (с 1962).

## Биография
Сын эмигрантов из России Шмуэля-Ошера Беровича Кесселя, врача из Шавлей, и Раисы Антоновны Леск, дочери купца из Оренбурга.
Родился в Аргентине, в еврейском сельскохозяйственном поселении Колония Вилья Клара в провинции Энтре-Риос, основанном Еврейским колонизационным обществом барона де Гирша. В начале XX века семья вернулась в Европу, в 1905—1908 жила в Оренбурге, где отец работал врачом частной типографии, затем переехала во Францию. Кессель окончил лицей в Ницце, с 1915 года выступал с очерками во французских журналах.
Добровольцем поступил во французскую военную авиацию и участвовал в сражениях Первой мировой войны. В 1918 записался добровольцем в экспедиционные войска, в составе которых участвовал в интервенции на Дальнем Востоке России; в 1975 издал воспоминания о своем пребывании во Владивостоке в 1918—1919 («Дикие времена»).
После войны окончил филологический факультет Парижского университета.
В 1922 году написал несколько очерков на русском языке для газеты «Последние новости» Павла Милюкова. В том же году издал на французском языке сборник новелл «Красная степь». Романы об авиаторах «Экипаж» (1923), «Ветер пустыни» (1929) и «Мермоз» (1938), написанные простым и образным языком, принесли Кесселю успех как беллетристу.
В начале Второй мировой войны Кессель работал военным корреспондентом, а после падения Парижа бежал в Англию, где служил в особой французской эскадрилье. Совместно со своим племянником Морисом Дрюоном и Анной Марли написал в 1943 году текст популярной «Песни партизан». Движению французского Сопротивления Кессель посвятил книги-хроники «Армия теней» (1944) и «Небесный батальон» (1947). В центре романов Кесселя («Лев» (1958), «Всадники» (1967) и других) — цельная личность, не склонная к конформизму.
К еврейской теме Кессель обратился в 1926 году в рассказе «Махно и его еврейка». Книги о сионизме («Земля любви», 1927) и о рождении молодого еврейского государства («Земля огня», 1948), переработанные и дополненные Кесселем очерком о процессе А. Эйхмана, вошли в его книгу «Земля любви и огня; Израиль 1925—1948-1961». Израильским воинам — участникам Шестидневной войны Кессель посвятил книгу «Сыны невозможного» (1970).
Многие произведения Кесселя были экранизированы, также он писал сценарии к фильмам. Можно отметить Армию теней Мельвиля, Дневную красавицу Бунюэля, Сирокко, Прохожую из Сан-Суси, Майерлинг, Ночь генералов.

## Премия Жозефа-Кесселя (Prix Joseph Kessel)
Престижная премия в области литературы на французском языке, присуждаемая «книге высокой литературной ценности, написанной на французском языке». В состав жюри входят Тахар Бен Джеллун, Жан-Мари Дро, Мишель Кан, Пьер Хаски, Жиль Лапуж, Мишель Ле Брис, Эрик Орсенна, Патрик Рамбо, Жан-Кристоф Руфен, Андре Велтер и Оливье Вебер.

## Книги, опубликованные на русском
- Мэри из Корка (Mary de Cork). Перевод Р. Калменс. Москва: Библиотека «Огонёк» № 48, 1925.
- Узники (Les captifs). Перевод с французского Е. Э. и Г. П. Блок. Ленинград, издательство "Время", 1927. – 186 с. Тираж 3000 экз.
- Пленники (Les captifs). Перевод с французского Инны Теслин. Москва, Издательство "Недра", 1928. – 180 с. Тираж 4000 экз.
- Мятежные души (Les  сouer puts). Сборник рассказов: Мэри из Корка (Mary de Cork). Чашка чаю (Le thé du capitaine Sogoub). Перевод с французского Е. К. Летковой. Ленинград, издательство "Время", 1928. – 70 с. Тираж 3100 экз.
- Княжеские ночи (Nuits de princes). Пер. с фр. К. Н. Марк. Книгоиздательство "ORIENT", Рига, 1928. – 243 с.
- Белладонна (Belle de Jour). Перевод с французского Г. А. Л-ина. Книгоиздательство "Грамату Драугсъ", Рига, 1930. – 178 с.
- Армия теней (L'Armee des ombres). Пер с фр. М. Ваксмахера, Н. Кудрявцевой-Лури. М.: Художественная литература, 1971. – 176 с.
- Экипаж. Лиссабонские любовники. . – 176 с.Лев. Серия: Библиотека французского романа. — М.: Терра, 1997 г. – 448 стр.
- Дневная красавица. Лиссабонские любовники. Серия: Лекарство от любви. Москва Этерна 2006 г. – 320 с. (ISBN 5-480-00103-5)
- Семья Модрю. Повесть. Перевод с фр. Елены Ксенофонтовой. – М.: «МАКСПресс», 2009. – 96 с. – 1000 экз. (ISBN: 978-5-317-02508-3)
- Всадники. Роман. Пер. с франц. Серия: Проза нашего времени. М. Этерна 2011 г. – 640 с.
- Комиссар смерть: воспоминания народного комиссара [Рассказы и повести]. Пер. с фр. В. Леонтьев; сост. Ф. Лакассен Оренбург: Оренбургское книжное издательство, 2012 г. — 208 с., илл. (ISBN: 978-5-88788-169-0)
- Смутные времена. Владивосток 1918—1919 гг. / Пер. с фр. Натальи Сакун. — Владивосток: Тихоокеанское издательство «Рубеж», 2012. — ISBN 978-5-85538-070-5
- Сибирские ночи. Пер. с фр. Е. А. Багно / Предисл. М. В. Сеславинского. — Оренбург: Оренбургское книжное издательство им. Г. П. Донковцева, 2018. — 128 с., ил. (ISBN 978-5-88788-238-3)
- Целитель. (Оригинальное французское название "Les mains du miracle") Перевод с фр.  Л.Е. Шендеровой-Фок. СПб, Лимбус-пресс, 2024.,  ISBN 978-5-8370-0950-1